# Alcázar del Rey (kommunhuvudort)
Alcázar del Rey är en kommunhuvudort i Spanien.   Den ligger i provinsen Provincia de Cuenca och regionen Kastilien-La Mancha, i den centrala delen av landet, 90 km sydost om huvudstaden Madrid. Alcázar del Rey ligger 874 meter över havet och antalet invånare är 213.
Terrängen runt Alcázar del Rey är platt åt sydost, men åt nordväst är den kuperad. Runt Alcázar del Rey är det mycket glesbefolkat, med 4 invånare per kvadratkilometer. Närmaste större samhälle är Tarancón, 18,0 km väster om Alcázar del Rey. Trakten runt Alcázar del Rey består till största delen av jordbruksmark.